# Martín Zapata
Pour les articles homonymes, voir Zapata.
Martín Zapata, né le 28 octobre 1970 à Santander de Quilichao (Colombie) et mort le 22 avril 2006 à Cali (Colombie), est un footballeur colombien, qui évoluait au poste de milieu de terrain à l'Once Caldas, au Deportivo Cali et à l'Atlético Nacional, ainsi qu'en équipe de Colombie.
Zapata ne marque aucun but lors de ses cinq sélections avec l'équipe de Colombie entre 1997 et 2000. Il participe à la Copa América en 1997 et à la Gold Cup en 2000 avec la Colombie.

## Carrière
- 1992-1995 :  Once Caldas
- 1995-2001 :  Deportivo Cali
- 2002-2003 :  Atlético Nacional[1]

## Palmarès

### En équipe nationale
- 5 sélections et 0 but avec l'équipe de Colombie entre 1997 et 2000
- Finaliste de la Gold Cup 2000

### Avec le Deportivo Cali
- Vainqueur du Championnat de Colombie en 1996 et 1998